# モンスターロック
モンスターロックは、2009年からスペースシャワーTVで放送されている音楽番組である。

## 概要
- マキシマム ザ ホルモンのダイスケはんとナヲがVJを務める、スペシャが誇る超人気音楽プログラム。

## 放送時間
現在の放送時間
初回放送
- 第一・第三火曜日 22:00～23:00

リピート放送
- 直後の日曜日 24:00～25:00

2021年3月までの放送時間
初回放送
- 毎週火曜日 22:00～23:00

リピート放送
- 毎週水曜日 24:00～25:00
- 毎週日曜日 23:00～24:00

過去の放送時間
初回放送
- 毎週火曜日 19:00～20:30

リピート放送
- 水 23:00～
- 日 25:30～

## 出演者

### 現在のVJ
- ダイスケはん（マキシマム ザ ホルモン）
- ナヲ（マキシマム ザ ホルモン）（2012年4月 - ）

## コーナー
- MR.FEATURE - アーティストのインタビューや企画
- MR.GUEST - VJの2人がゲストとスタジオやロケで企画を行う
- MR.LIVE - アーティストのライブをお届け
- MR.COLLABORATION - 様々な商品やイベントとコラボする模様を放送
- MR.SPECIAL - ヤバイTシャツ屋さんレギュラーコーナー（2021年4月、スペシャのヨルジュウ♪から移籍）
- ホルモンコーナー（仮） - ダイスケはんとナヲちゃんがわーきゃーするトークコーナー。おたよりが読まれることもある。

## 主な出演ゲスト
- ONE OK ROCK
  - 最多出演バンド。SWEET LOVE SHOWER2011での、番組コラボメニューを、担当した。
- 10-FEET
- 桜井誠（Dragon Ash）
- 9mm Parabellum Bullet
- サンボマスター
- MAN WITH A MISSION
- KenKen（RIZE）
- THE BACK HORN

## 派生番組
モンスターロック presentsとして番組とゆかりのあるアーティストのフェスなどの特別番組が不定期で放送される。下記は一例。
- ライブ・フェスティバル
- ジャパニーズロック特集・モンスターロック MUSIC VIDEO SPECIAL（毎週放送時代は月1回程度VJ無しの放送があった）